# Parti national des verts pour le développement
Pour les articles homonymes, voir Parti national.
Le parti des verts pour le développement a été créé en 1992 au Maroc. Il est membre de la Fédération des Verts africains (FEVA).

## Présentation
Il possède un comité d'éthique sur les OGM, créé lors du séminaire sur les OGM organisé le 23 avril 2005.
Prix International de Marrakech 2005.
Premier Parti écologiste marocain dirigé par une femme.
Le Parti des Verts pour le Développement est le seul parti écologiste au Maroc membre de La Fédération des Partis Écologistes Africains ayant participé à la rédaction de la charte globale des Verts mondiaux ratifiée à Canberra 2001 et seul membre représentatif au Brésil Sao Paulo 2008 et Dakar 2012.